# Iwan Tiepłych
Iwan Tiepłych – ros. Иван Теплых (ur. 8 lutego 1985 w Jekaterynburgu) – rosyjski lekkoatleta, sprinter.
Międzynarodową karierę zaczynał od startu w mistrzostwach świata juniorów w 2004, podczas których odpadł w półfinale biegu na 200 metrów. Uczestnik mistrzostw Europy w 2006 roku w Göteborgu, na których zajął 5 miejsce w biegu na 200 metrów. Rok później był członkiem rosyjskiej sztafety 4 x 100 na mistrzostwach świata oraz bez większych sukcesów startował w światowych igrzyskach wojsk. Podczas uniwersjady w 2009 zdobył, wraz z kolegami z reprezentacji, złoty medal w biegu rozstawnym 4 x 100 metrów. Stawał na podium mistrzostw Rosji oraz reprezentował swój kraj w pucharze Europy i drużynowym czempionacie Starego Kontynentu.
Rekord życiowy w biegu na 200 metrów: 20,71 (9 sierpnia 2006, Göteborg).

## Osiągnięcia
| Rok  | Zawody                                  | Miasto     | Konkurencja        | Miejsce     | Czas  |
| ---- | --------------------------------------- | ---------- | ------------------ | ----------- | ----- |
| 2004 | Mistrzostwa świata juniorów             | Grosseto   | bieg na 200 m      | półfinał    | 21,12 |
| 2005 | Superliga pucharu Europy                | Florencja  | bieg na 200 m      | 6. miejsce  | 21,00 |
| 2005 | Młodzieżowe mistrzostwa Europy          | Erfurt     | bieg na 200 m      | eliminacje  | 21,12 |
| 2005 | Uniwersjada                             | Izmir      | bieg na 200 m      | półfinał    | 21,54 |
| 2006 | Superliga pucharu Europy                | Malaga     | bieg na 200 m      | 4. miejsce  | 20,85 |
| 2006 | Superliga pucharu Europy                | Malaga     | sztafeta 4 x 100 m | 4. miejsce  | 39,48 |
| 2006 | Mistrzostwa Europy                      | Göteborg   | bieg na 200 m      | 5. miejsce  | 20,76 |
| 2007 | Superliga pucharu Europy                | Monachium  | sztafeta 4 x 100 m | 6. miejsce  | 39,37 |
| 2007 | Mistrzostwa świata                      | Osaka      | bieg na 200 m      | ćwierćfinał | 20,98 |
| 2007 | Mistrzostwa świata                      | Osaka      | sztafeta 4 x 100 m | eliminacje  | 39,08 |
| 2007 | Światowe igrzyska wojskowych            | Hajdarabad | bieg na 100 m      | półfinał    | 10,67 |
| 2007 | Światowe igrzyska wojskowych            | Hajdarabad | bieg na 200 m      | 6. miejsce  | 21,53 |
| 2008 | Superliga pucharu Europy                | Annecy     | sztafeta 4 x 100 m | 5. miejsce  | 39,40 |
| 2009 | Superliga drużynowych mistrzostw Europy | Leiria     | sztafeta 4 x 100 m | 6. miejsce  | 39,12 |
| 2009 | Uniwersjada                             | Belgrad    | bieg na 200 m      | półfinał    | 21,19 |
| 2009 | Uniwersjada                             | Belgrad    | sztafeta 4 x 100 m | 1. miejsce  | 39,21 |
| 2010 | Superliga drużynowych mistrzostw Europy | Bergen     | sztafeta 4 x 100 m | 4. miejsce  | 39,32 |